# Хождение с петухом

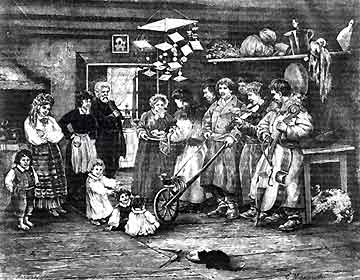
Обряд «Хождение с петухом»

Хождения с петухом (пол. Chodzenie z kogutkem, Chodzenie z kurkiem, Kurek Wielkanocny) — польский обряд хождения с петухом, как символом воскресшего Христа, исполняемый на Пасху. В обряде принимали участие парни, достигшие брачного возраста. Они обходили все дома, где жили девушки на выданье.

## Символизм петуха
Петух во многих культурах считается символом солнца и жизненных сил, символом урожая и плодовитости. Он должен был обеспечить здоровье и благосостояние на предстоящий год.

## Обряд
В пасхальный понедельник группа мальчиков или парней, иногда ряженых возили живого петуха (курицу) на двухколёсной повозке. Старались, чтобы петух громко кукарекал, а для этого обычно заранее кормили его зерном, пропитанным спиртом. Со временем живую птицу заменили деревянной, глиняной, склеенной из бумаги или выпеченной из теста. При этом петуха обклеивали перьями. Тележку часто красили в красный цвет и украшали сушёными стеблями злаков, трав и цветов, а также разноцветными ленточками. Иногда ходили с живым петухом без повозки.
Во время обходов с петухом парни собирали пасхальные яйца и присматривали себе невест. Вносили петуха в дом, где есть девушки, и приглашали их танцевать на kogutka (мазовец.). Собранными яйцами, сыром, маслом, салом и колбасой ребята потом делились между собой (ленчиц.) или устраивали вечером из подарков, полученных от девушек, угощение — podkurek (познан.). Помимо матримониальной тематики, обряд развивает тему проводов зимы и наступления лета, весеннего возрождения и воскресения Христа. В песнях участники обхода желали хозяевам богатого урожая летом, здоровья и удачи.